# Geertruidapolder
De Geertruidapolder is een polder ten zuidwesten van Biervliet, behorende tot de Polders rond Biervliet, in de Nederlandse provincie Zeeland.
De polder werd bedijkt in 1539, maar in 1583 gedeeltelijk geïnundeerd. Vermoedelijk werd de polder in 1619 weer geheel drooggelegd. De oppervlakte van de polder bedraagt 133 ha.
De polder wordt onder meer begrensd door de Geertruidadijk. De Middenweg doorsnijdt de polder. Boerderijen in de polder zijn: Geertruida en Nooit Rust.